# Сова, Изабелла

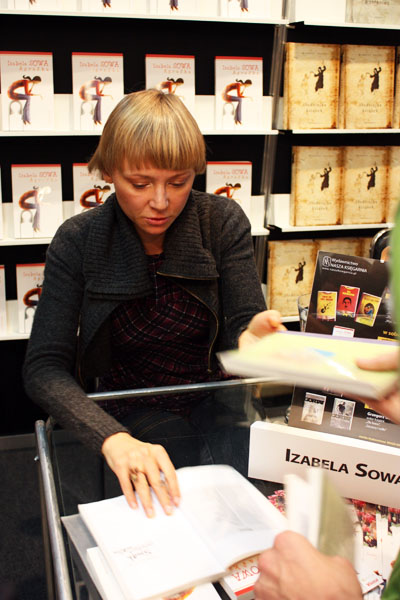
Изабелла Сова на книжной ярмарке в Кракове. 2009 г.

Изабелла Сова (пол. Izabela Sowa; (род. 1969, Сталёва-Воля) — известная современная польская писательница и переводчик, популярная журналистка освещающая психологические темы.

## Биография
Родилась в г. Сталёва-Воля, после школы три года училась в кулинарном училище, затем окончила Ягеллонский университет. Занималась балетом, танцами, игрой на фортепиано и скрипке, в театральной труппе, изучением иностранных языков, спортом (дзюдо и каратэ). Создала собственную музыкальную группу, тепло принятую фанатами, успешно выступала с концертным туром в Польше.
Была преподавателем социальной психологии, занималась социальной рекламой.
Вышла замуж, родила двух дочерей. Через пять лет осталась вдовой.
Проживает в Кракове.

## Творчество
Писала монодрамы, сценарии к мультфильмам, короткие рассказы и новеллы. Автор сенсационной «ягодной трилогии», которая стала бестселлером не только в Польше, но и за её пределами.
Основная её аудитория - молодые двадцати-тридцатилетние женщины. Ценится читателями и критиками за стиль, содержание и отличное чувство юмора.

## Избранная библиография
Известность писательнице принесла "Фруктовая серия" (2002-2003), которая включает в себя такие романы, как "Вкус свежей малины", "Терпкость вишни" , "Печенье с ягодами" и "Зеленое яблочко".
- Вкус свежей малины / Smak świeżych malin, 2002
- Печенье с ягодами / Herbatniki z jagodami, 2003
- Зелёное яблочко / Zielone jabłuszko, 2004
- 10 минут от центра / 10 minut od centrum, 2006
- Широко закрытый мир / Świat szeroko zamknięty, 2007
- Терпкость вишни / Cierpkość wiśni, 2007
- Разделительная стенка / Ścianka działowa, 2008
- Аграфка / Agrafka, 2009
- Свадебное путешествие / Podróż poślubna, 2009
- Хвастунья / Blagierka, 2010